# Ренанус, Беатус
Беа́тус Рена́нус (лат. Beatus Rhenanus) или Беа́т Рейна́уэр (нем. Beat Rheinauer), урождённый Бе́ат Бильд (нем. Beat Bild; 22 августа 1485, Селеста — 20 июля 1547, Страсбург) — немецкий историк и филолог эпохи Ренессанса, автор «Истории Германии в трёх книгах» («Rerum Germanicarum libri tres», 1531). Известен как издатель античных текстов Веллея Патеркула, Тацита, Тита Ливия и Тертуллиана, активный деятель германского гуманизма и Реформации в Эльзасе. Составленное им книжное собрание — единственная целостная библиотека эпохи Возрождения — было завещано родному городу и в 2011 году занесено в реестр «Память мира».
Родом из зажиточной семьи мясника; получил образование в гуманистической школе Селесты (1498—1503) и в Парижском университете (1503—1507). Далее в течение двух десятилетий работал в различных издательствах Парижа, Страсбурга и Базеля. Дружил и сотрудничал с Эразмом Роттердамским. За открытие единственной рукописи и издание труда Веллея Патеркула император Карл V удостоил его дворянства в 1523 году. Хотя в первые годы Реформации Ренанус интересовался лютеранством, проповедовал это учение в родном городе и переписывался с Цвингли и своим земляком Буцером, начавшаяся религиозная война отвратила его от протестантизма. Средством примирения христианского мира он считал издание трудов Тертуллиана и углублённое изучение истории ранней церкви. На Аугсбургском рейхстаге 1530 года Ренанус начал написание «Истории Германии», которая должна была показать глубокую взаимосвязь германского и римского мира. После 1528 года учёный уединённо жил и работал в родном городе.

## Становление (1485—1507)

### Селеста. Годы учения

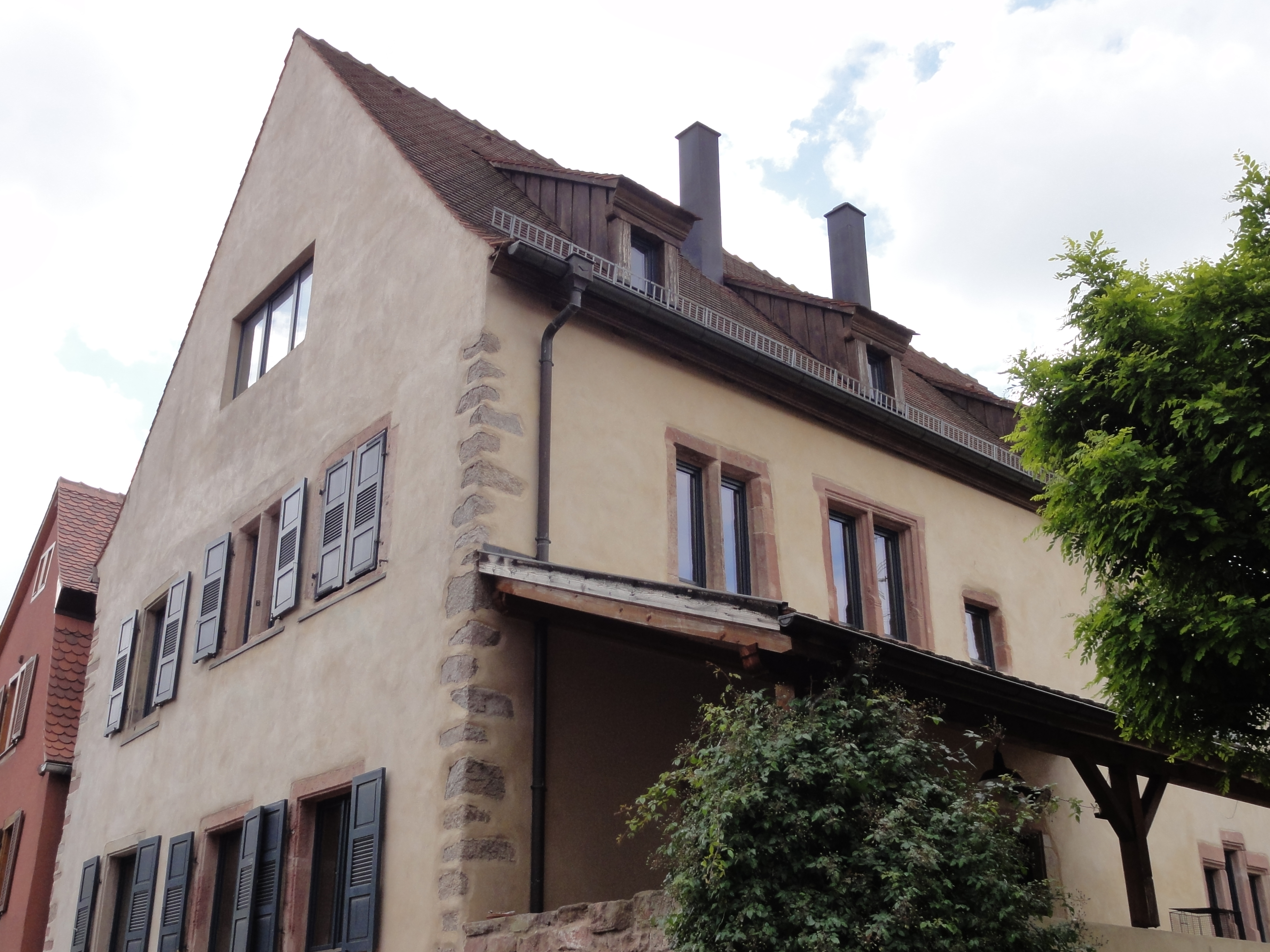
Дом, в котором родился Беатус Ренанус. Фото 2014 года

Будущий филолог родился 22 августа 1485 года в вольном имперском городе Шлеттштадте (Селесте) в Эльзасе, расположенном в 22 км от Кольмара и в 45 км от Страсбурга. Дед будущего филолога — Эберхард — и отец — Антониус Бильд — переехали в этот город из Рейнау примерно в 1450 году после опустошительного наводнения. В документах они обычно именовались Rheinauer (в разном написании, в том числе Rhinower), эта же фамилия перешла к их сыну, который латинизировал её по обычаю того времени. В дальнейшем немецкое самосознание и германский патриотизм играли в жизни Беата существенную роль. Дед Беата удостоился селестинского гражданства, отец был мясником, сумел сделать некоторое состояние, отстроил новый дом и состоял на службе в магистрате. Антониус Бильд женился на молодой вдове Барбаре Кёгель (урождённой Шмидт). В семье было трое детей (ещё Антоний и Иоганн), из которых выжил один только Беат; мать умерла, когда ему не исполнилось ещё и двух лет. Все эти сведения неукоснительно записывались на чистую страницу семейного Евангелия. Воспитанием Беата занимался дядя — Рейнхарт Кеглер, настоятель часовни св. Екатерины в церкви Сен-Жорж де Селеста. Единственный сын и наследник состоятельного отца и дяди, он до конца жизни располагал довольно значительными средствами и мог всецело посвятить себя науке.

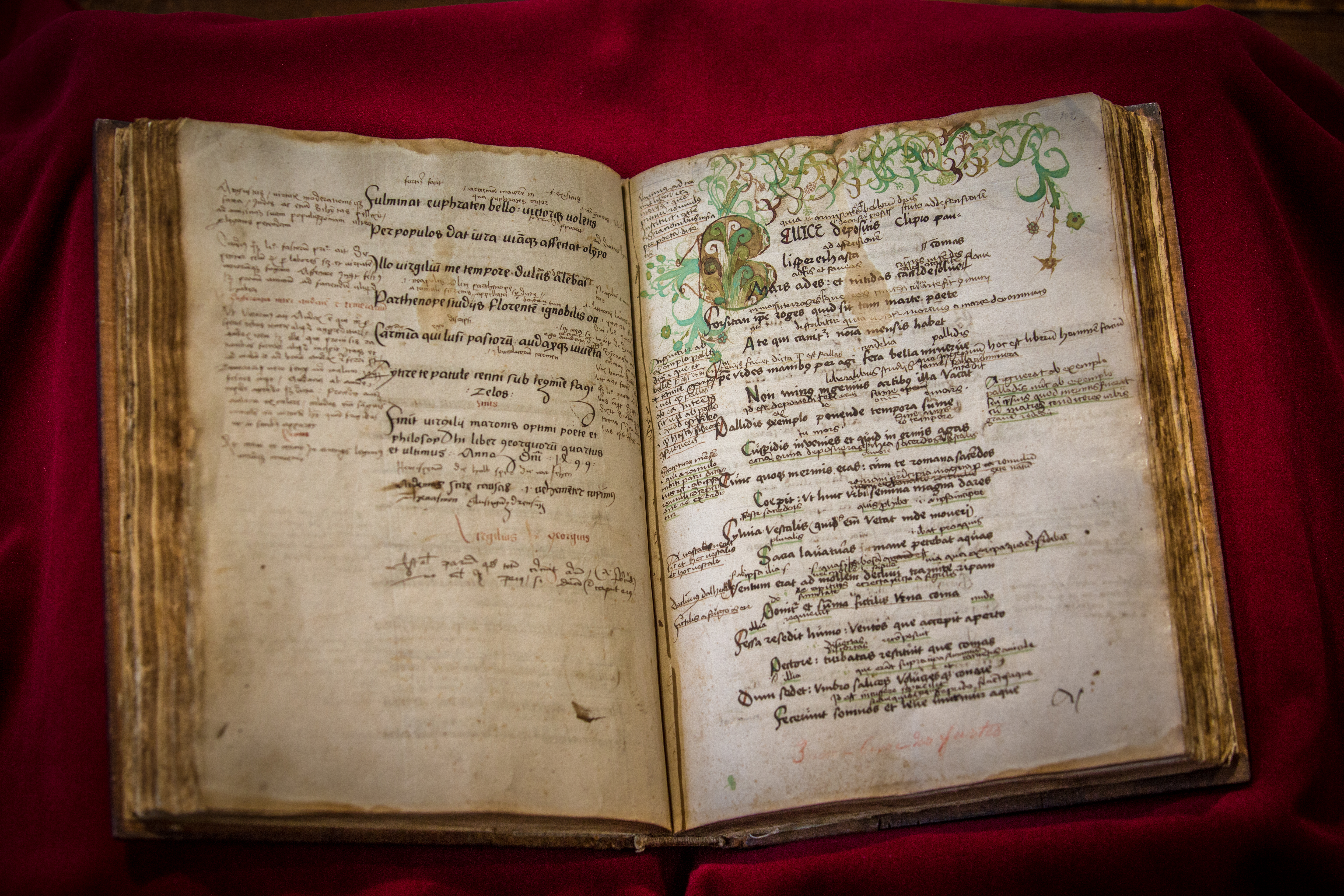
Учебная тетрадь Ренануса с латинскими текстами. 1498—1499, Селеста, Гуманистическая библиотека

Отец, осознавая способности сына, стремился дать ему образование, поэтому определил Беата в латинскую школу в Селесте; это заведение, основанное в 1441 году, пользовалось тогда известностью во всех рейнских государствах. Первым его учителем стал Крато фон Уденхайм, известный аскетизмом. Формирование Беата Бильда как учёного пришлось на годы становления германского гуманизма, который частично вдохновлялся итальянскими образцами, отчасти же — местными религиозными течениями. Главным наставником Беатуса стал Иероним Гебвайлер (1472—1545), выпускник университетов Базеля и Парижа, который последовательно внедрял гуманистическую педагогику, в том числе учебные трактаты Лефевра д’Этапля. Возможно, что именно Гебвайлер привил Беатусу интерес к истории; далее его наставник сыграл важную роль в эльзасской Реформации. Школьная программа включала изучение латинских классиков и современной итальянской гуманистической литературы, восприятие литературного стиля, изучали и риторику. В общем, модель обучения в Селесте напоминала школы Гуарино да Верона и Витторино да Фельтре: дети зажиточных бюргеров получали фундаментальное образование для будущей государственной службы. Поскольку социальное происхождение учеников было примерно равным, это закладывало основы прочных многолетних дружеских и семейных связей, помогало в карьерном росте. Школьные друзья Ренануса впоследствии заняли заметное положение в политических и религиозных кругах Эльзаса и германских княжеств, разделяли его взгляды. Обучение Беатуса Ренануса продолжалось в 1498—1503 годах. Он был прилежным учеником, особенно выделяясь способностями к латинскому языку. Сохранилось несколько его школьных тетрадей; одна из них, переписанная в 14-летнем возрасте, включала «Буколики» и «Георгики» Вергилия, овидиевы «Фасты» с третьей по шестую и первую книгу Марциала, переписанные с комментариями. В зрелые годы он с большой похвалой отзывался о своих школьных годах и негодовал из-за снижения школьных стандартов по сравнению с его собственным отрочеством (например, в издании первой декады Тита Ливия 1520 года).
Помимо филологического и риторического образования, Ренанус получил от Гебвайлера наставления в основах философии. В школьные годы была заложена и его библиофилия, с 15-летнего возраста он начал собирание собственной библиотеки. В 1503 году Беатус отправился в Парижский университет. По-видимому, это также объяснялось влиянием наставника, который закончил именно это заведение. Отец, по-видимому, также рассчитывал, что Беат получит в столичном городе полезные связи и знакомства, а он сам, не собираясь делать карьеры юриста или чиновника, рассчитывал на достойное интеллектуальное окружение.

### Парижский университет (1503—1507)
Беат Рейнауэр прибыл в Париж 9 мая 1503 года и застал университет в сложный период распрей между средневековыми интеллектуальными традициями — скоттистов, номиналистов и томистов — и противостояния их с новомодными гуманистическими течениями. Это сочеталось с буйством и распущенностью студенческой жизни, которые вызывали у Беатуса отвращение. Молодые гуманисты в Париже внедряли примерно ту же интеллектуальную модель, к которой приобщился Ренанус у себя дома, и он считал, что для воспитания истинного христианина гуманизм подходил лучше, чем схоластика. Поскольку в Селесте мало занимались греческим языком, Беатус стал углублённо изучать его в Париже. Его учителем стал Франсуа Тиссар, тогда же Ренанус купил первую греческую книгу для своей библиотеки. Он настолько хорошо овладел языком, что мог редактировать античные тексты, представленные в средневековых рукописях.
Из его итальянских учителей выделялся поэт Публий Андрелини, сочинения которого Ренанус затем издавал. Однако ключевую роль в его формировании как учёного сыграл Лефевр д’Этапль — преподаватель Коллежа кардинала Лемуана, к которому принадлежал Беат. Между наставником и студентом быстро возникла взаимная привязанность, и Беат стал его доверенным сотрудником. Программа Лефевра включала как религиозные и философские предметы, так и классическую литературу, причём студент овладел ещё и логикой.
Лефевр быстро оценил преимущество печатного станка для распространения научных и моральных идеалов и стремился пристроить самых талантливых студентов в издательства. В результате он устроил Ренануса редактором и корректором в типографию Анри Этьена, чем определил его дальнейший жизненный путь. В 1505—1507 годах Беатус написал титульные стихотворения для «Эпитом» Лефевра к «Этике» Аристотеля, а также к комментариям Лефевра к переводу аристотелевых «Экономики» и «Политики», выполненных Леонардо Бруни, и для издания Раймунда Луллия под редакцией самого Лефевра. Беатус писал титульные стихи для издания Иоанна Дамаскина и на этой почве познакомился с Йоссом Баде — близким другом Эразма Роттердамского. В этот период ещё не было речи о филологической критике источников: Лефевр и его коллеги мало интересовались текстологией, а сосредоточились на переводах и комментировании греческих текстов. Работали они по недавно переписанным рукописям, которые не представляли сложностей для прочтения, и не тратили время на поиски неизвестных манускриптов. Беатус Ренанус очень высоко оценивал свой парижский опыт и в 1531 году в свою «Историю Германии» включил похвалу Парижу.

## Страсбург и Базель

### Страсбург (1507—1511)

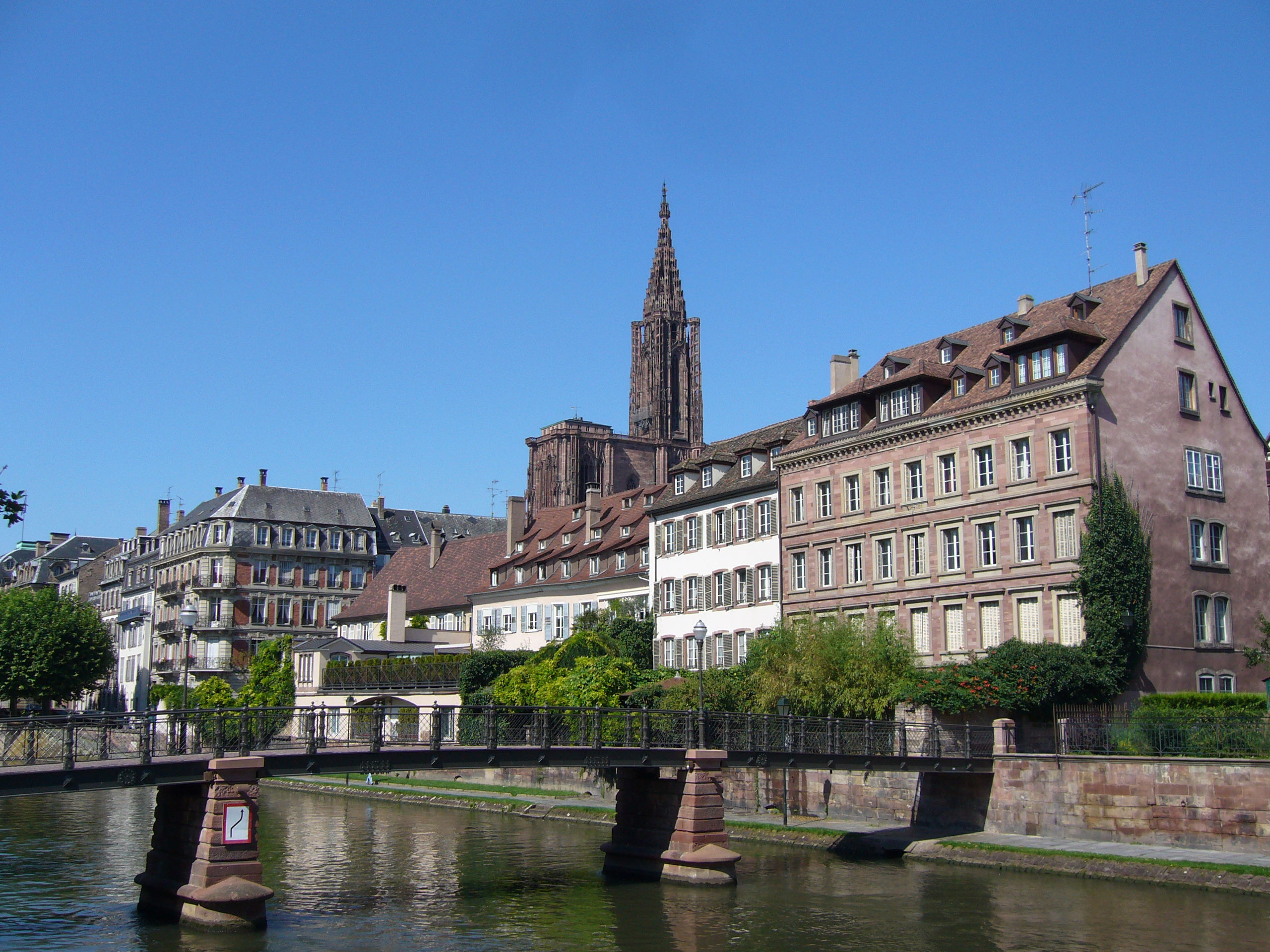
Вид на набережную Иля и Страсбургский собор

Получив степень магистра искусств, осенью 1507 года Беатус Ренанус вернулся в родной город. Он планировал путешествие в Италию, чтобы продолжать образование, но война в Савойе и Ломбардии удержала его дома. Тогда он стал разрабатывать издательские планы, связанные с нравственными заветами Лефевра. В Париже он обзавёлся обширным кругом знакомств и стал переписываться с Иоганном Рейхлином. Вся переписка Ренануса преимущественно велась на латинском языке: из 159 писем в издании Горавица 1886 года только одно — на греческом языке.
Из Селесты он перебрался в Страсбург, в котором прожил до 1511 года, Беатус Ренанус быстро стал членом литературного общества (sodalitas litteraria). Вошёл он и в селестинское землячество (в аналогичном он состоял потом в Базеле). Страсбургское землячество возглавлял Якоб Вимпфелинг. Подобного рода общества и землячества объединяли образованных людей, которые стремились заниматься литературной деятельностью в гуманистическом духе. Ренанус устроился в типографию Йоханнеса Грюнингера, первой его редакторской работой в новом городе стало издание стихотворений популярного тогда автора Баптисты Мантуанского. Далее он перешёл в типографию Матиаса Шюрера — своего земляка и однокашника по Селесте, который в 1508 году открыл издательское дело, рассчитывая на прогресс гуманистического образования. Беатус в типографии Шюрера дебютировал изданием «Посланий и моральных притч» Андрелини. В первое время Ренанус получал от парижских друзей новые издания «Диалектики» Требизона, «Посланий» Андрелини, «О судьбе» Маркиона Мантуанского, которые воспроизводились в Страсбурге. Однако и в Париже использовали материалы Беатуса — Шюрер выпустил издание Немезия Эмесского (ошибочно приписанное Григорию Нисскому), которое было перепечатано в Париже. Круг изданий Шюрера — Ренануса был исключительно широк: латинская риторика, патристика, неоплатонизм, гуманистическая педагогика — преимущественно итальянских авторов. Круг потребителей этих изданий всё время расширялся, и рынок требовал новых перепечаток продукции итальянских типографий.

### Базель. Эразм Роттердамский

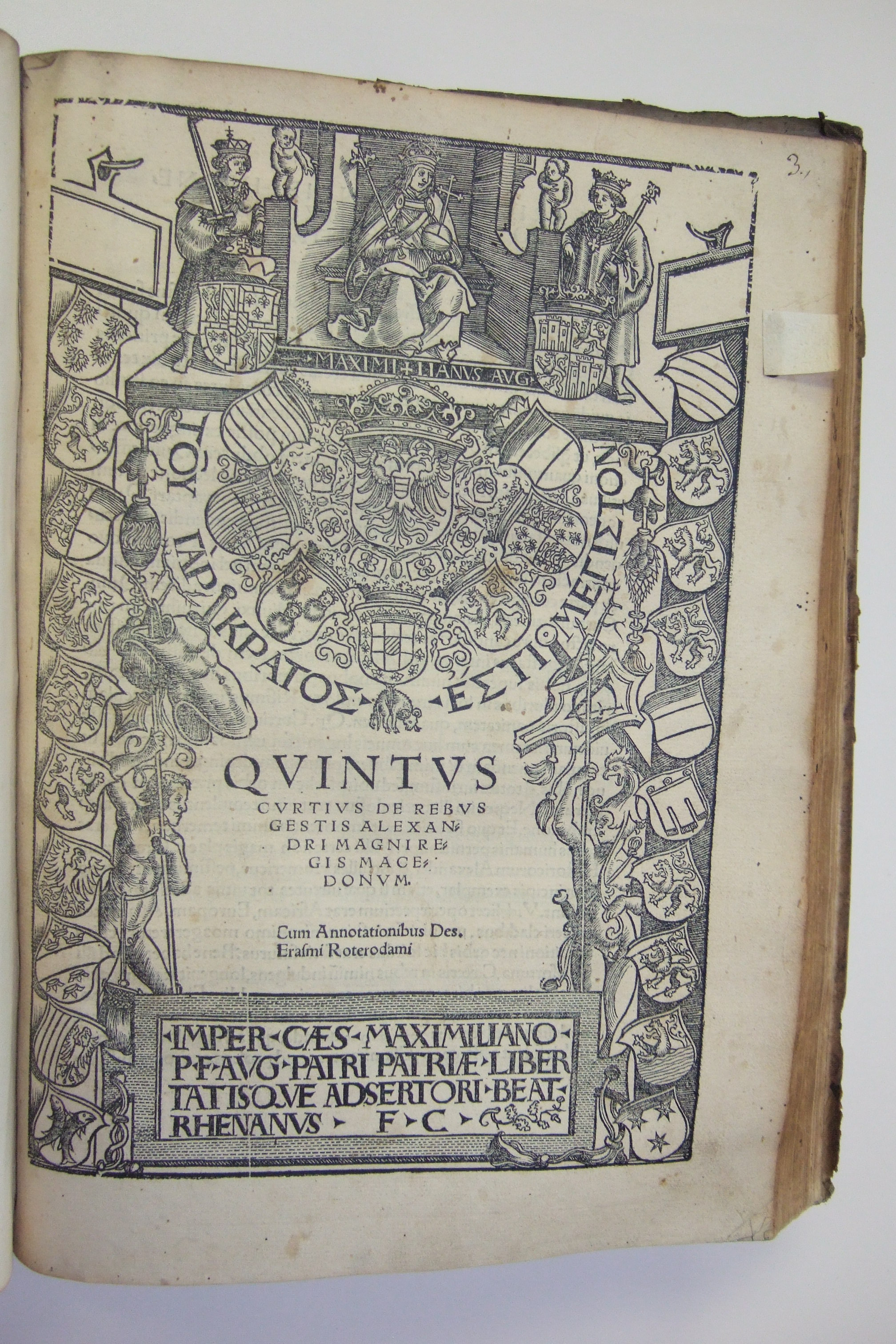
Титульный лист издания Квинта Курция Руфа под редакцией Эразма и Ренануса

В 1511 году Беатус Ренанус переехал в Базель. Изначально это было вызвано желанием улучшить знание греческого языка. Новым учителем стал известный исследователь греческих Отцов монах-доминиканец Иоганн Куно из Нюрнберга. Куно получил образование в Италии, в 1510 году окончил Падуанский университет, в котором учился у Иоаннеса Грегоропулоса, Марка Музуруса и Шипионе Фортигерри (Картеромаха). Музурус заведовал изданием произведений древнегреческих драматургов в издательстве Альда Мануция. Куно собрал в Италии неплохую библиотеку греческих рукописей, особенно патристических. Немцем заинтересовался и Альд Мануций, который думал открыть филиал своей фирмы в германских землях. Куно воспринял от Мануция первичность ясного издания текста, а не затемняющих его комментариев. Этот же метод был передан и Ренанусу. Куно и Ренанус в 1512 году работали над трудами Немезия Эмесского и опубликовали греческий текст «О природе человека» в редакции Куно, который Ренанус сопоставил с латинским переводом Бургундия Пизанского. Кроме того, в это издание были включены два послания Григория Назианзина в собственном переводе Ренануса на латынь по рукописи из библиотеки Марка Музуруса. В предисловии содержалось посвящение Лефевру.
После кончины в 1513 году Иоганн Куно завещал ему свои греческие рукописи. Их изданием занялась знаменитая базельская типография Иоганна Фробена, хотя отношения Ренануса с её главой не всегда были безоблачными. Фробен уделял большое внимание изданиям святоотеческой литературы, в первую очередь латинской, для которой Иоганн Амербах (основатель издательства) и сам Фробен активно собирали рукописи из разных монастырей. С сыновьями Амербаха — Бруно и Базилем — Ренанус учился в Селесте и Париже и быстро нашёл своё место в редакции, в которой было много молодых людей — студентов и преподавателей Базельского университета. Собственно, приехав в Базель в июле 1511 года, Ренанус остановился на постой именно в доме Амербаха.
Значительную часть работы Ренануса у Фробена составляло редактирование перепечаток новых итальянских гуманистических изданий. Круг этих изданий Джон д’Амико разделил на три категории:
1. Учебные тексты, например, De modo et ordine docendi ac discendi Баттисты Гуарина, «Диалектика» Георгия Трапезунтского и «Правила грамматики» Феодора из Газы в переводе Эразма 1516 года;
2. Литературные и исторические трактаты современных итальянских авторов: Помпония Лето, Филиппо Бероальдо-старшего, комментарии к Тациту Андреа Альчиати 1519 года. Собственный вклад Беата Рейнауэра заключался в написании титульных стихов и предисловий, убеждающих читателей в преимуществе красноречия в гуманистическом образовании;
3. Философские и богословские сочинения: «Послания» Андрелини, «Героические гимны» Джанфранческо Пико делла Мирандола, «Сентенции» Паоло Кортези (гуманистическая переделка «Сентенций» Петра Ломбардского). Беат считал их образцовыми для научения латинской риторике параллельно с философией и теологией. В предисловиях к этим изданиям Б. Рейнауэр помещал похвалу своим учителям.

В библиотеке Ренануса появились издания лучших итальянских филологов того времени, в частности, комментарии Ф. Бероальдо к «Золотому ослу» Апулея и Барбаро и Помпония Мелы к Плинию. Имелось у него и собрание сочинений Полициано. Однако важнейшей школой для него стал визит в Базель Дезидерия Эразма в 1515 году для работы над собранием трудов Иеронима. Отношения между ними стали чрезвычайно близкими, Эразм посвятил комментарий к Псалму I Beatus vir и всячески поддерживал его учёные начинания. Беатус заинтересовался трудами самого Эразма, а также, имея определённые познания в области юриспруденции, стал выступать в защиту его интересов перед Фробеном и его партнёром Вольфгангом Лахнером, не побоявшись испортить с ними отношения. Здесь имелся и определённый личный мотив: Беата Рейнауэра раздражали коммерческие интересы Фробена, которые снижали число публикуемых научных работ.

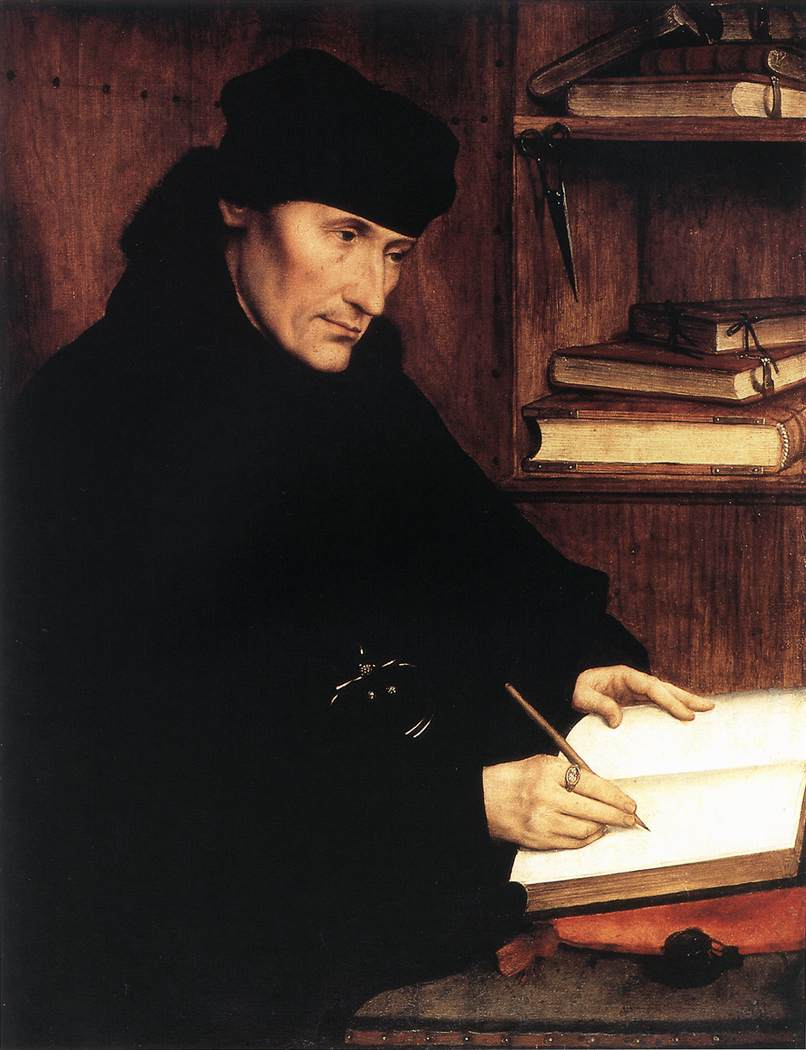
Квентин Массейс. Портрет Эразма Роттердамского, 1517, Рим, Национальная галерея старинного искусства

Знакомство с Эразмом привело к разочарованию спиритуализмом Лефевра, особенно заметном в интерпретации Писания. Рейнауэр почерпнул «из первых рук» текстологические методы, поскольку в доктрине роттердамца исправленный текст являлся основой образовательной и моральной реформ. Эразм настаивал на очищении текста от апокрифических вставок и комментировании тёмных мест. Собственно, впервые Рейнауэр столкнулся с этим при подготовке издания Сенеки в 1515 году. Формально Беатус держал корректуру и осуществлял наблюдение за набором, но фактически располагал большой свободой в правке текста по рукописи, если находил в нём очевидные ошибки, хотя и не имел других рукописных свидетельств.
После окончания издания Сенеки Эразма не устроило качество корректуры. Параллельно с Рейнауэром этим занимался Вильгельм Незен, который был смущён отсутствием конкретных указаний, какие именно маргиналии Эразма должны были включаться в печатный текст. В том же 1515 году Ренанус работал над изданием речи Сенеки на смерть Клавдия, печатаемой по дефектному editio princeps 1513 года, в свою очередь, основанному на плохой рукописи. Беату Рейнауэру пришлось широко использовать метод конъектур, свои комментарии он представил в серии схолиев. Далее он работал над Эразмовыми версиями посланий Иеронима, Нового Завета и сочинений Киприана Карфагенского. В последнем Эразм поместил аннотацию, биографию автора и другие материалы. Аналогичные элементы позднее Рейнауэр стал включать в собственные издания. Сотрудничество гуманистов продолжалось и далее, в частности, в 1520 году Рейнауэр помог Эразму получить Парижскую рукопись Киприана Карфагенского.
Далее Беатус сильно разошёлся со своим голландским коллегой. Открыто он не порывал с ним отношений, признавал вклад Эразма в формирование собственных интересов и метода, и, по-видимому, в моральном и религиозном отношении его можно именовать эразмианцем. Тем не менее, их разделяли многие барьеры: в письме 1525 году гуманисту Бенедетто Джовио Эразм упоминал, что равнодушен к древностям, которые, напротив, всё сильнее увлекали Беатуса. Через год он упоминал «небольшие заметки» Ренануса о Плинии; учитывая объём этого комментария, фраза не могла не быть иронично-покровительственной. Переписка между Эразмом и Ренанусом прервалась в 1529 году, хотя через третьих лиц они продолжали интересоваться делами друг друга.
Одной из причин их охлаждения стало отношение к текстуальной критике. Эразм считал её второстепенной, конечным результатом должен был стать внутренне непротиворечивый понятный текст, а не гипотетическая первозданная структура. Теории Эразма не предусматривали ничего подобного: его целью было дать современникам образцы хорошего латинского языка, чтобы получить самые эффективные риторические приёмы и готовые выражения. По сути, для целей Эразма было достаточно Цицерона и его языка. В русле теории Эразма глубокое знание исторического контекста античного писателя не делало человека более нравственным и не давало ему душевных сил, скорее, отнимало время и делало исследователя зависимым от своего предмета, в то время, когда другие писатели могли предоставить дополнительные моральные уроки. Усилия, которые Ренанус тратил на поиск истинных чтений античных авторов, по Эразму отвлекали от пропаганды гуманистических идеалов и реформированного христианства; не говоря о том, что разработанные Беатусом методы и потраченное им время были достойны только Священного Писания. В конечном счёте, вся интеллектуальная деятельность Эразма была направлена на интерпретацию Писания, вопросами которого никогда не занимался Ренанус.
Сильно способствовал охлаждению между Эразмом и Беатусом трактат 1528 года «Ciceronianus». По Джону д’Амико, это была атака Ренануса на гуманистический культ Цицерона и попытки всецело следовать его языку. Эразму попытка проанализировать вокабулярий и идиоматику Цицерона казалась новой схоластикой, которая грозила нанести вред пропагандируемому нравственному превосходству во всём совершенных древних авторов. В то же время сам Эразм не пытался стандартизировать латинский язык, основываясь на нормах Цицерона. Он осознавал, что латинский язык всё ещё является живым и развивается, и отказался от абсолютизации стиля. Вдобавок цицеронова латынь отражала интересы и потребности языческого общества, а не христианской Европы XVI века. Языческая культура не могла быть включена в христианскую, что, по Эразму, накладывало ограничения на исследования древнего мира.

### Первоиздание Веллея Патеркула

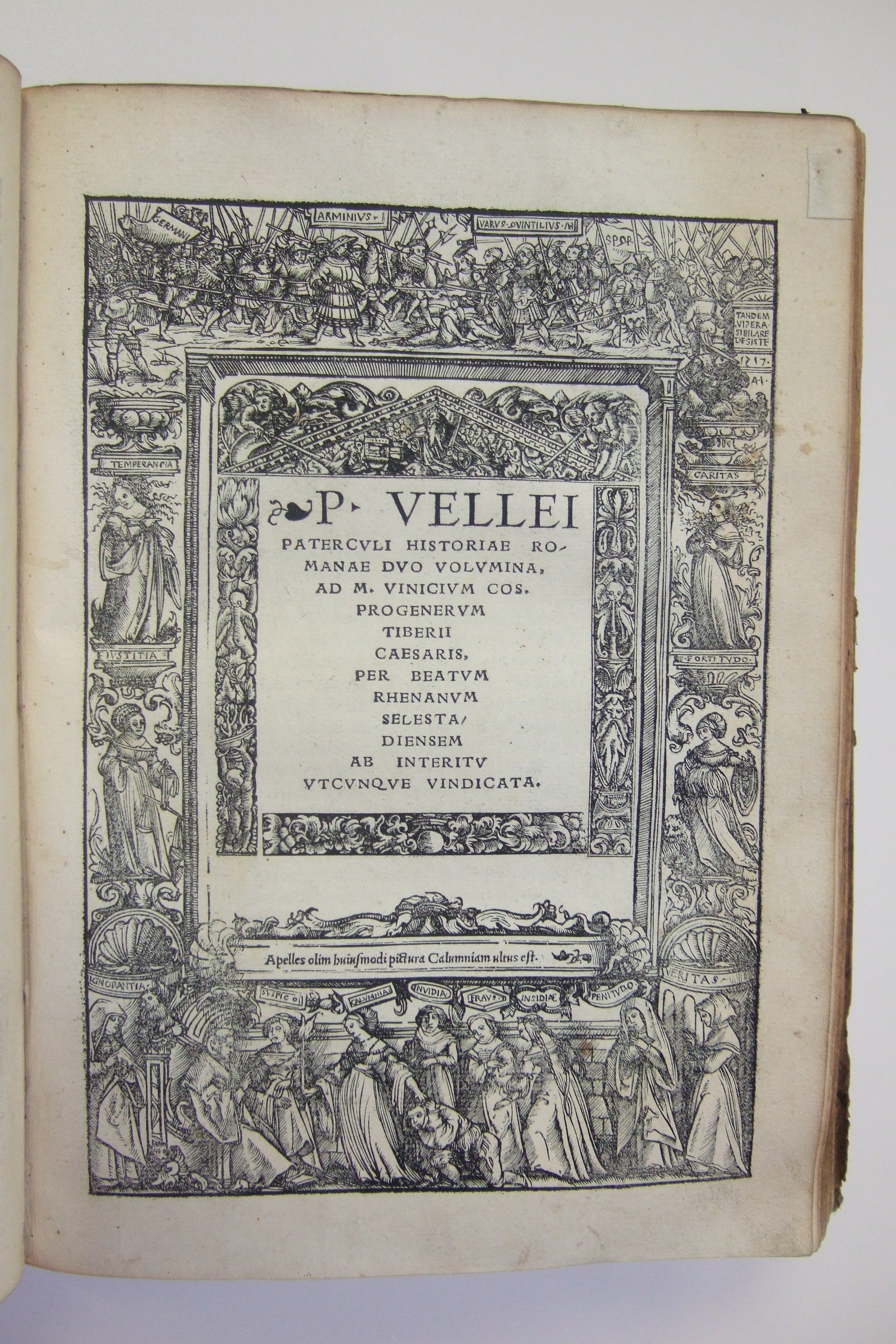
Титульный лист издания Веллея Патеркула

Беат Рейнауэр и Эразм Роттердамский имели совершенно различное отношение к исторической науке, хотя Эразм публиковал и редактировал древние исторические источники, в том числе Квинта Курция Руфа, Светония и «Историю Августов». В переписке Ренануса с Рейхлином упоминались исторические сюжеты, причём не только античные, однако до 1519 года он не занимался серьёзными работами в этой области. К вопросам истории он вышел через патриотизм, прокомментировав «Германию» Тацита. Наиболее примечательным в этой работе являлось то, что Рейнауэр в полной мере понимал различия между древней, средневековой и современной ему Германией, однако не смог в полной мере продемонстрировать свои возможности, поскольку основывался на римском издании Бероальдо-младшего 1515 года. Главной своей целью он назвал ликвидацию путаницы в именах разных германских племён и сменой их обитания. Для этого он занимался сравнением имён, в их древних и современных формах. При этом у него ещё не было полного текста сочинений Тацита, он пользовался смешанным изданием «Анналов» и «Истории». При этом он был первым текстологом, который предложил для этого сочинения Тацита название «Анналы». В этом же комментарии он впервые использовал понятие media aetas, что дало основание Петеру Шефферу приписать Рейнауэру приоритет в использовании термина «средневековье» в современном смысле для нужд исторической периодизации. Впрочем, его периодизация была непоследовательной, он не делал различий между поздней античностью и ранним средневековьем, хотя прекрасно понимал разницу между классической античностью и зрелым средневековьем, не говоря о времени собственной жизни.
В 1515 году Ренанус обнаружил в Мурбахском аббатстве рукопись Веллея Патеркула, которой дал название Historia Romana. Сочинение Веллея Патеркула содержало изложение римской истории от глубокой древности до царствования Тиберия. Поскольку текст сохранился лишь частично, было невозможно оценить метод, применяемый историком. Рейнауэра в этом тексте привлекло то, что Веллей Патеркул был весьма осведомлён в германских делах и, по-видимому, находился на военной службе именно в этой стране. Так состоялось его первое издание, основанное на рукописи; но оно вышло в свет только в 1521 году. Имевшийся в распоряжении Ренануса текст находился во фрагментированной и плохо сохранившейся рукописи, по-видимому, XI века, лишённой, вдобавок, начала. Работу затянуло на три года обещание неназванного друга исправить чтения, кроме того, Рейнауэр рассчитывал получить более сохранную копию у Джорджо Мерула (которой, как оказалось, не существовало в природе). Наконец, некий «учёнейший муж» (по-видимому, Эразм) убедил Беатуса публиковать ту рукопись, которая оказалась у него в распоряжении. В предисловии Ренанус поместил жизнеописание Веллея Патеркула, которое, по его собственному признанию, было почти целиком гипотетическим. В предисловии также содержалась похвала братьям бенедиктинского ордена, которые сохранили рукописи древних писателей. Джон д’Амико заметил, что Ренанус ошибся в самом начале, приписав автору преномен Публий, отождествив, таким образом, Веллея Патеркула с Публием Веллеем, упомянутым в «Анналах» Тацита.
Работе над рукописью помешали и другие обстоятельства. В 1519 году в Базеле была эпидемия чумы, и Рейнауэр отправился в Селесту, где сильно ухудшилось состояние здоровья его отца; из-за этого пребывание учёного на малой родине затянулось более чем на год. Антон Бильд скончался 15 ноября 1520 года. Исправленную рукопись вместе с оригиналом Беатус оставил в Базеле у печатников, поручив в спорных местах сверяться с древней рукописью. Однако наборщики не стали заниматься трудоёмкой сверкой, о чём Беатусу сообщил его переписчик Альберт Бюрер; к тому времени была готова уже половина набора. По поручению Ренануса Бюрер сверил уже набранный текст с Мурбахской рукописью и внёс ряд исправлений. В первоиздание вошли его комментарии относительно конъектур, а также рассуждение о палеографии исходной рукописи, чтениях из маргиналий и ошибках переписчиков. Это позволяет современному текстологу понять, что рукопись была переписана каролингским минускулом. Беат Рейнауэр также внёс в издание правки, добавив исторический комментарий и возможные альтернативные чтения. В послесловии редактор сообщал читателям, что отчаялся улучшить текст, пока не будет найдена более исправная рукопись, и жаловался на плохое состояние Мурбахского манускрипта. Вдобавок, он так и не выработал чёткого метода реконструкции изначального текста, хотя и продолжал работать над ним. На личном экземпляре печатного издания 1521 года Ренанус сделал множество правок, но никогда не пытался выпустить в свет улучшенный текст. По-видимому, важнейшую роль сыграло отсутствие других рукописных свидетельств.
Параллельно с изданием Веллея Патеркула Ренанус готовил для типографии Фробена две учебные книги. Первой были «Малые латинские риторы», основанные на рукописи из Шпайера: речи Рутилия Лупа, Аквилы Римского, Сульпиция Виктора, Фортунациана Атилия и Августина. Этот сборник был популярным на всём протяжении Средних веков, его высоко ценил Петрарка. По Джону д’Амико, это ещё одно свидетельство роста интереса Беатуса к рукописям. Вторая книга была сборником 17 античных и средневековых панегириков, начиная с речи Плиния Младшего перед Траяном и заканчивая энкомиями Эрмолао Барбаро императорам Фридриху и Максимилиану и Эразма герцогу Бургундскому. В письме Лукасу Батодию Ренанус жаловался, что не имеет доступа к старым рукописям и вынужден следовать собственному мнению при подготовке текста. Свои конъектуры он помечал как alias («иными словами») или legendum ut puto («читать как подлинное»). Панегирики императору Константину и его преемникам были снабжены историческим комментарием и кратким введением.
Труды Ренануса стали настолько известны, что 18 августа 1523 года в Селесте в его доме учёного навестил император Карл V, который был впечатлён библиотекой. В том же году Ренанус был пожалован дворянством.

## Ренанус и Реформация

### Первое издание Тертуллиана

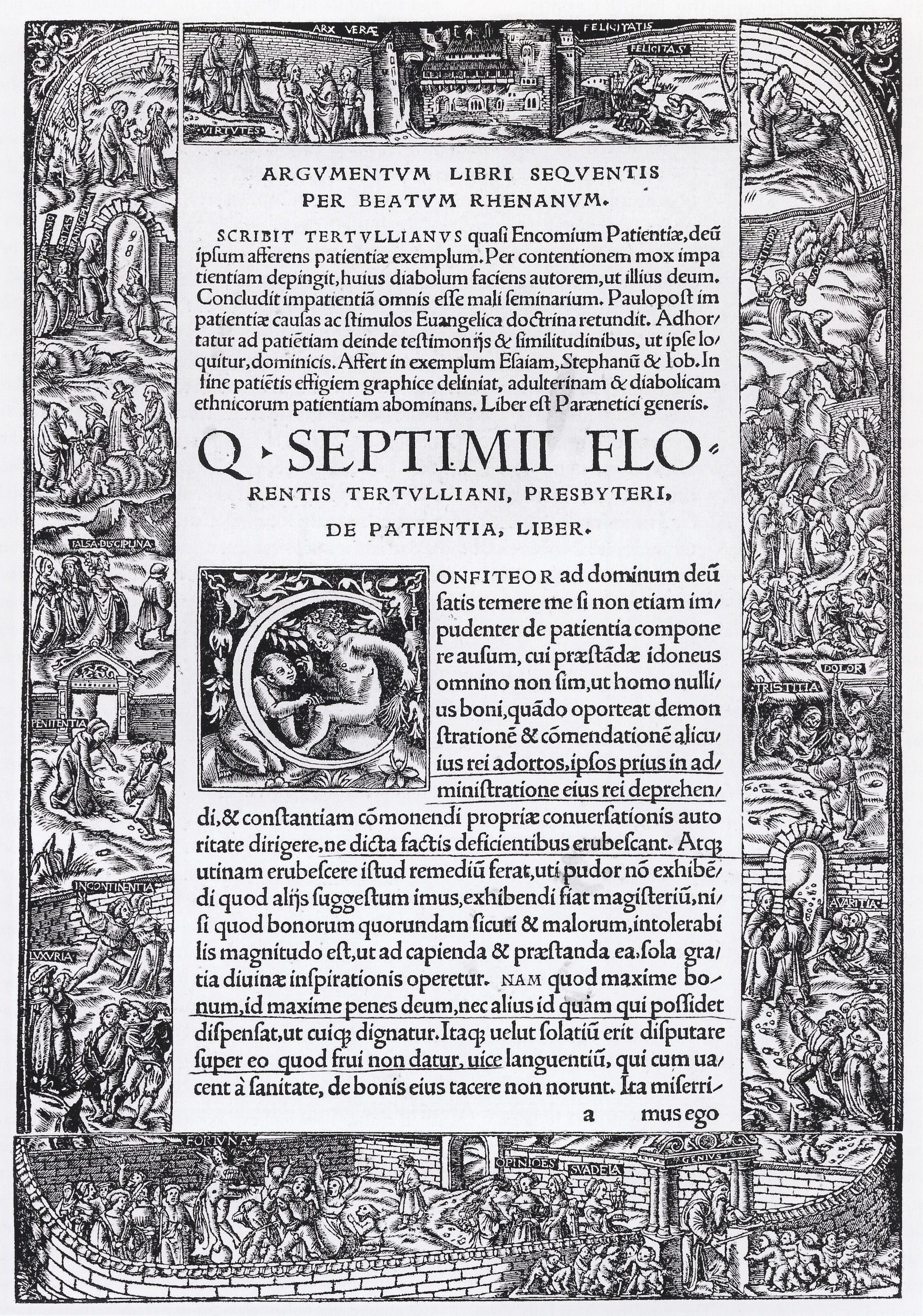
Титульный лист издания Тертуллиана 1521 года в оформлении Ганса Гольбейна Младшего

11 марта 1521 года датировано письмо Ренануса Георгу Спалатину — советнику курфюрста Фридриха Саксонского — о желании посвятить ему издание Веллея Патеркула. Фридрих был одним из первых сторонников Лютера; в этом же письме Рейнауэр подробно останавливался на лютеранском учении и комментировал недавние военные действия. В постскриптуме сообщалось, что он взялся за труды Тертуллиана, многие рукописи которых испорчены настолько, что едва ли найдётся одно предложение, которое не нуждалось бы в правке. Эта работа стала самым значительным достижением раннего этапа его текстологической работы.
Внимание к наследию Отцов церкви на рубеже XV—XVI веков объединяло и схоластов, и гуманистов (включая Эразма), и протестантов. Типография Амербаха и Фробена также активно занималась изданием латинских Отцов. Для гуманистов писания Отцов содержали множество сведений о языческой древности, кроме того, это было важное идеологическое обоснование превосходства риторического образования над схоластическим. О том, какое значение придавал Фробен изданию Тертуллиана, свидетельствует заказ иллюстраций Гансу Гольбейну Младшему. Нетерпимость Тертуллиана к греху, близость к еретикам-монтанистам и осуждение философии и светского знания делало его труды мало популярными в Средневековье, однако его полемический пыл и ценнейшие сведения о ранней церкви сделали его важным автором для среды гуманистов. До Фробена и Ренануса из трудов Тертуллиана издавался только «Апологетик» (Венеция, 1483), поэтому для святоотеческих исследований это собрание сочинений стало этапным.
Для Ренануса наиболее сложным вопросом был выбор рукописей с корпусом творений Тертуллиана. До XV века было создано не менее 6 разных собраний его писаний с разным набором текстов. Наиболее представительным из них был Corpus Cluniacense, составленный, вероятно, в Испании VI века и включавший более 20 трактатов. Практически все используемые Рейнауэром рукописи были связаны с семьёй Клюни, но это были не самые лучшие по качеству их представители. Работа над Тертуллианом началась в 1520 году, когда Беатус получил благословение настоятеля Кольмарского собора Якоба Циммермана, а вместе с ним — и старую рукопись африканских отцов из Пайерна или Петерлингена. Она так и осталась в библиотеке Ренануса (современное обозначение Ms 88). В письме другу Эразма — венгерскому епископу Станиславу Турцо из Ольмюца — от 1 июля 1521 года Ренанус разъяснял свою миссию — переводить неизвестных на Западе греческих отцов на латынь, а также путём сравнения рукописей улучшить существующие издания и даровать их для новых поколений учёных. От Томаса Руппа из Вюртемберга Ренанус получил двухтомную рукопись Тертуллиана из бенедиктинского аббатства Хиршау, ныне утраченную.
Первоначально Ренанус хотел основываться на пайернской рукописи, исправив её и дополнив по чтениям манускрипта из Хиршау там, где их содержание пересекалось, — всего 9 трактатов. Оказалось, однако, что необходимо более тщательное сопоставление. Всего в его распоряжении оказалось 23 текста, один из которых — лишь приписанный Тертуллиану. «Апологетика» вообще не было в этих рукописях, и Беатус воспроизвёл его по печатному изданию. Не желая ввязываться в богословские споры, Ренанус сохранил в своём издании сомнительные места, которые не смог исправить, чтобы читатели сами могли об этом судить. В предисловии он сетовал, что из-за крайней спешки издателя не смог ознакомиться с рукописями, хранящимися в Фульде и в Риме.
В комментарии Ренанус отмечал, что у Тертуллиана содержатся важнейшие сведения о таинствах крещения и евхаристии в ранней Церкви, которыми пренебрегали его современники-гуманисты, излишне увлечённые, по его мнению, языческими древностями. Он решительно заявил об утрате древней чистоты веры и таинств и упадке современной церкви.

### Ренанус и лютеранство
Примерно до 1523 года Ренанус был более или менее активным сторонником Лютера, особенно в его антиримских и прогерманских настроениях. Изначально он увидел в лютеранстве осуществление эразмового идеала обновлённого христианского общества. Переписка свидетельствует, что Ренанус интересовался вопросами лютеранской теологии от самого начала Реформации, причём его информаторами были лично Ульрих Цвингли и земляк Мартин Буцер. Ренанус одобрял антикатолические послания Лютера и даже призывал публиковать их в типографиях Эльзаса. Издания Тертуллиана и интерес к этому мыслителю вполне укладывались в реформационную активность Ренануса. Более того: в комментариях к Тертуллиану Ренанус откровенно противопоставил простоту и понятность учения Отцов с запутанностью схолатических построений, основанных вдобавок на диалектике Аристотеля. Эти фрагменты были осуждены как еретические католическим полемистом Якобом Латоном и запрещены испанской инквизицией. В 1521 году Ренанус выпустил в свет «Защитника мира» Марсилия Падуанского — антикатолическое полемическое сочинение, в котором отвергалась папская власть и обосновывалась первичность светской власти. В предисловии, подписанном «Licentiatus Evangelicus», Ренанус перечислял некоторые деяния римских пап, совершенно несовместимых с религией и особенно подчёркивал отрицательное влияние схоластики на христианскую церковь. В 1522 году Цвингли попытался через Ренануса устроить встречу Эразма и Лютера, но из этого ничего не вышло. Более того, по мере углубления конфликта между Лютером и Эразмом Ренанус встал на сторону своего друга Роттердамца.
В этом контексте примечательно то, что Реформация не повлияла на круг основных интересов Беата Рейнауэра. Хотя Эразм наставлял, что нужно вернуться к истинным словам Писания, и это повлияло на интерес Ренануса к церковной истории, он так и не заинтересовался библеистикой, сохранив, однако, до конца жизни интерес к святоотеческому наследию. Джон д’Амико отмечал, что как учёный Беатус не был ни католиком, ни протестантом, но в первую очередь — эразмианцем, имеющим собственное мнение. В 1523 году Ренанус опубликовал сборник греческих святоотеческих текстов в латинском переводе, куда вошла «Церковная история» Евсевия в переводе Руфина, и «Церковная история в трёх частях» Кассиодора, с подборкой нескольких посланий и соборных постановлений на двух языках. В письме Станиславу Турцо Ренанус сетовал, что не имел возможности сравнить древние латинские переводы с греческим оригиналом и исправить ошибки переводчиков. Ему вновь оставалось сопоставлять рукописи, и он пришёл к выводу, что Руфин выполнил не перевод, а перифраз. Сравнивая текст Кассиодора с греческой рукописью Феодорита Кирского, он пришёл к выводу о стилистической бедности латинского перевода. Из той же рукописи (из библиотеки кардинала Иоанна Рагузского) были заимствованы соборные постановления. Сборник пользовался таким успехом, что Фробен перепечатывал его в 1528, 1535, 1539 и 1544 годах, а Ренанус улучшал текст от издания к изданию. Текст Феодорита был напечатан на языке оригинала, а к изданию 1544 года был подготовлен латинский перевод, которым заменили греческий текст.
По мнению И. Е. Андронова, издание 1523 года стало этапным для европейской издательской практики вообще. Оно сделалось «своего рода „стандартом“, который не только становится базой для подготовки более поздних изданий по церковной истории, но и первым в истории книгоиздания стереотипным изданием, которое при выпуске ряда последующих изданий просто перенабиралось буква за буквой», и при этом издатель заранее это рассчитал. Кроме того, Фробен, осуществлявший это издание, предпринял одну из первых попыток защиты интеллектуальной собственности: в книге было напечатано подтверждение монопольного права, выданное самим императором Карлом V на три года. Нарушителю, который посмеет её перепечатать в заповедный период, грозил штраф в 10 золотых марок. Стереотипным стало издание 1535 года.
И. Е. Андронов следующим образом характеризовал издание греческих Святых Отцов:

…Создание латинского перевода классических текстов, исключительно высоко ценившихся римской Курией, содержит разностороннее и драматичное описание великого внутрицерковного конфликта (Арианского раскола), который, несмотря на былую его остроту и кажущуюся неразрешимость, в конце концов, закончился установлением церковного мира. В выборе для публикации позднеантичных текстов, помимо стремления избежать необходимости выносить какие-либо оценочные суждения в адрес современников — «протестующих» и вообще вмешиваться в актуальные церковные проблемы, мы видим установку на обращение к источникам, к историческому примеру. Знание о прошлом, которое можно почерпнуть из данных текстов, знание, обёрнутое в античную обёртку, изложенное на безупречном классическом языке, для гуманистов ценнее, чем сиюминутные страсти, значительно менее изысканные по своему внешнему виду и представляющиеся довольно низменными по содержанию.
Беат Рейнауэр оказался вовлечён в Реформацию не только своими учёными трудами. В первые годы после выступления Лютера он активно пропагандировал лютеранство в Селесте и жертвовал его послания и переводы в городской магистрат, чтобы они были доступны читающей публике. Однако рост фанатизма и начало Крестьянской войны быстро отвратили его от лютеранства, и он стал терпимее относиться к католицизму, несмотря на проклятья Рейхлина. В 1523 и 1524 годах он принимал активное участие в восстановлении порядка в городе, стремясь не допустить взаимных католически-лютеранских погромов. Огромное влияние на Ренануса оказала дискуссия 1524 года о свободе воли, которая привела к тому, что умеренные представители интеллигенции были вынуждены выбирать, на какую сторону им вставать. Политические и религиозные проблемы не могли не способствовать его конфликту с Фробеном. Он периодически выезжал на родину из Базеля, в основном по причине возобновлявшихся вспышек чумы. В 1528 году Ренанус отверг Реформацию и покинул Базель, вернувшись в родную Селесту. Формальным основанием были наследственные дела и ссора с издателем из-за размера гонорара. По-видимому, главным были столкновения лютеран и католиков в Базеле.

### «Комментарий к Естественной истории»
Издание «Естественной истории» 1526 года стало этапным для развития Ренануса как учёного. На предыдущем этапе он не сталкивался серьёзно с работой над сравнением разных рукописных семей и отслеживанием источников порчи текста. Новый труд имел огромный объём — 432 комментария-аннотации к предисловию и книгам VII, VIII, X и XIV. Комментарии включали как подробные разъяснения предпринятых исследовательских процедур, так и систематические рекомендации учёным и студентам.
Ценность «Естественной истории» как единственной в своём роде энциклопедии античного знания прекрасно осознавалась в Средневековье и сильно возросла в эпоху Ренессанса. В 1525 году по заказу Фробена издание «Естественной истории» предпринял Эразм. По-видимому, он основывался на рукописи из Мурбаха, и несмотря на заявления о необходимости текстуальной критики и реконструкции исходного текста, Ренанус оценил это издание как простое воспроизведение рукописной основы.
Рукопись из Мурбаха близ Базеля предоставил в распоряжение Ренануса Иоганн Фробен. В своих комментариях Беатус отмечал, что исследователь должен опасаться работать с испорченным рукописным текстом и не ограничиваться сравнением печатных изданий. В предисловии он писал, что лучшим способом восстановить слова автора — применить критический метод, который сопоставим с «поисками золота в навозе», а не служит для демонстрации собственных талантов редактора и комментатора. Из комментариев ясно, что Ренанус понимал, что авторский архетип подвергался искажениям при переписывании. Он использовал термин vulgata lectio («общепринятые чтения»), в которых могут встречаться «древние чтения» (синонимы: vetus lectio и antiqua lectio). Главной проблемой исследователя было то, что у него не было возможности отличить древние рукописи от более современных, разработать их классификацию и как следствие — выявить источники текстуальных искажений.
Современники по-разному отнеслись к комментариям Ренануса. Если Андреа Альчиати в 1528 году восхвалял учёность и усердие Беатуса и призывал его прокомментировать и исправить весь текст «Естественной истории», то французский филолог Этьен де л’Эг (Стефан Аквеус) раскритиковал его в своём комментарии к Плинию 1530 года. Критикам Ренанус ответил в особом послании, приложенном к «Истории Германии» 1531 года. Это было далеко не случайно, поскольку Плиний являлся одним из важнейших источников для трактовки истории древних германцев. Ренанус полемизировал с суждениями Плиния (Hist. nat. IV, 98—99) и осуждал тех историков, которые не знали прошлого Германии и располагали неверными рукописями. В результате «вандалы» происходили от «вендов» и германцы от славян и скифов. В 1537 году Ренанус прокомментировал издание IX книги, выполненное венецианским естествоиспытателем Франческо Массара. В предисловии Рейнауэр похвалил его за использование собственных наблюдений в путешествии на Ближний Восток и за то, что Массара использовал чёткую процедуру коллации, а не следовал случайной рукописи.

### Второе издание Тертуллиана
Второе издание творений Тертуллиана было выпущено Фробеном под редакцией Ренануса в 1528 году. История его создания была описана Беатусом в предисловии: он не собирался возвращаться к Тертуллиану, пока в его распоряжении не окажется новых рукописных свидетельств, но на него надавил Фробен, который опасался конкурирующих изданий и как следствия — снижения спроса. Редактор взялся за дело с неохотой, работу сильно затянула эпидемия чумы. Однако постепенно он вошёл во вкус, особенно когда стал использовать систему маргиналий, с успехом применённую в издании Плиния. Работая над трактатом «Против валентиниан», Ренанус имел возможность обратиться к современнику Тертуллиана — Иринею Лионскому (в издании Эразма), труды которого трактовали те же ереси и были, по-видимому, одним из источников латинского отца, что позволяло сопоставлять чтения. Большим новшеством стало осознание, что язык Тертуллиана являлся специфическим диалектом — африканской латынью, со временем Ренанус пришёл к выводу, что идиоматика и словарь Тертуллиана имели греческий генезис, что и было отражено в комментариях к изданию 1539 года.

## Селестинский период. Последние годы жизни (1528—1547)
Ещё в 1523 году Ренанус получил от императора Карла V дворянское достоинство. После возвращения в Селесту в 1528 году он жил отшельником в окружении своей библиотеки, отрешившись от политических и религиозных споров. Он даже избегал общества друзей, лишь изредка обедая с ними. Его уединение было заполнено чтением и письмом комментариев, а затем и оригинальных исторических трудов. Ренанус редко покидал родной город, несколько раз выезжал в монастыри в поисках древних рукописей и в 1530 году посетил заседание рейхстага в Аугсбурге. Поссорившись с Фробеном на почве финансов, Ренанус более не связывал свою деятельность с одним издателем и предпочитал готовить новые издания самостоятельно. Единственным исключением были труды Эразма, поскольку Рейнауэр выпустил в свет подготовленные великим гуманистом издания Оригена и Иоанна Златоуста и написал биографию Дезидерия Эразма для его собрания сочинений, опубликованного Фробеном в 1536 году. Ренанус сохранил верность религиозным и нравственным идеалам Эразма, что и стало причиной его самоизоляции и нежелания участвовать в любых политических и теологических конфликтах.

### «История Германии в трёх книгах»

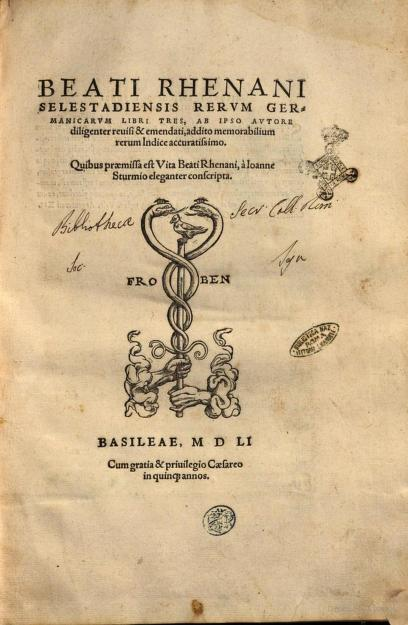
Титульный лист «Истории Германии» в переиздании 1551 года

Рост интереса к прошлому Германии фиксируется в переписке Ренануса примерно с 1515 года. Основными адресатами был его однокашник по университету Михаэль Гуммельберг и Ульрих Цвингли. Итальянский гуманист Франческо Кальво обещал Ренанусу рукопись прокопиевой «Войны с готами» и Агафия. С Иоганном Хутичем Ренанус обсуждал раннесредневековые документы, включая феодальные дарения Оттона I и каролингские капитулярии. С Виллибальдом Пиркгеймером Ренанус обсуждал разделение и расселение германских племён, а Пейтингер снабдил его рукописью Иордана и «Пейтингеровыми таблицами».
В 1528 году Беатус и Эразм приступили к изданию сочинений Сенеки, для которого Рейнауэр пересмотрел «Речь на смерть Клавдия Цезаря», помогал искать новые рукописные свидетельства, а также отточил метод реконструкции греческого текста по его искажённым остаткам или латинскому переводу. В аббатстве Петра и Павла в Виссенбурге ему удалось обнаружить новую рукопись Сенеки, но после завершения печатных работ она была утеряна.
Изданию оригинальной «Истории» предшествовало собрание нескольких позднеантичных историков в одном томе 1531 года: все сочинения Прокопия о войнах с готами, персами и вандалами — в латинском переводе Кристофоро Персона и Раффаэле Маффеи да Вольтерра; исторический труд Агафия, трактат «О происхождении готов» Иордана, послание к Феодосию епископа Сидония Аполлинария. В сборник вошло также первоиздание греческого текста Прокопия «О постройках» и комментарий к «Войне с готами» Леонардо Бруни. Книга вышла в свет в Базеле в типографии Иоганна Гервагена и была основана на рукописях из библиотеки Конрада Пейтингера. Стремление Ренануса тщательно изучить важнейшие первоисточники по истории Раннего Средневековья, по-видимому, обозначало рост его интереса к исторической науке вообще и германской истории в частности. При этом у него не было больших возможностей для текстологических исследований, поэтому в тексте не было существенной правки по сравнению с рукописями или особых комментариев.
Примечательным в этом издании является предисловие с посвящением Бонифацию Амербаху. Ссылаясь на «Одиссею» (IV, 392), Беатус отстаивал важность изучения древней германской истории, утверждая, что «мы уделяем слишком много внимания истории других народов». Ренанус прямо заявил, что триумфы готов, вандалов и франков — это триумфы немецкого народа. Тот факт, что они властвовали в римских провинциях и даже в «царице всех городов» Риме — есть славная страница прошлого. Это, впрочем, не помешало ему сожалеть о причинённых разрушениях и жертвах. Важным также являлось утверждение Ренануса, что в условиях, когда источников мало и все данные отрывочны, историк вынужден прибегать к догадкам и реконструкциям.
В том же 1531 году он опубликовал свою важнейшую оригинальную работу — «Rerum Germanicarum libri tres». Она составила веху в научном изучении истории Германии и явилась первым историческим трудом Нового времени, основанным на изучении первоисточников. Этот труд в очень большой степени зависел от достижений Рейнауэра в области текстологической критики, поскольку он работал именно с античными и раннесредневековыми текстами. Джон д’Амико называл трактат «самым впечатляющим» из исторических достижений Беата, в значительной степени потому, что он вышел за пределы узкого морализаторства ранней ренессансной историографии и одновременно избежал подводных камней Реформации и её идеологических баталий. По его мнению, «История Германии» была эквивалентом истории Флавио Бьондо.

#### История создания
Обстоятельства создания «Истории Германии» Ренанус разъяснил в послании к императору Фердинанду. Повторив традиционные сетования о незнании современными немцами собственной истории и запутанности её проблем, он обличал учёных, которые активны в изучении римских древностей, но не собственных средневековых и древних времён, «гораздо более уместных для нас». Далее он объяснял, что идея написать трактат о германских древностях пришла ему на Аугсбургском рейхстаге 1530 года, на котором его друзья задавали вопросы о границах римских провинций на территории Германии. Это побудило его исследовать переселение германских племён, которое Ренанус обозначил многозначным термином «demigrationes». Также предисловие показывает, что он превосходно осознавал различия между древней и современной ему Германией.

#### Историографический контекст
Для формирования ренессансной историографии в Германии XV—XVI веков существовало несколько препятствий. В парадигме гуманизма история должна была научить людей делать добро и избегать зла на конкретных моральных примерах, то есть прошлое рассматривалось как морально детерминированный процесс. Вторым и существенным препятствием была теория «Переноса империи» (translatio imperii), согласной которой германцы получили культуру от римлян в ходе римского завоевания. С одной стороны, эта теория связывала германские земли с «историческими народами» — античными греками и римлянами — и придавала немецкому народу всемирно-историческое значение, с другой — нивелировала собственно национальный элемент. Германская история априори воспринималась как имперская история и была сосредоточена на деяниях императоров Священной Римской Империи. При этом влияние соответствующей модели было исключительно сильным именно в Эльзасе и существенно повлияло на становление Ренануса как историка. Идеологические ограничения дополнялись ограниченным кругом первоисточников и проблемой их надёжности, а также пренебрежительным отношением к немцам и нидерландцам со стороны законодателей культурной моды — итальянцев и французов.
Парадоксом в данной ситуации выглядело то, что создание национальной немецкой историографии началось в Италии. В среде гуманистов пионером оказался Эней Сильвий Пикколомини, будущий папа Пий II, имевший опыт жизни и работы в Германии XV века. Он служил в правительстве Базеля, а далее — в Имперском совете, и имел широкий доступ к германским историческим и документальным материалам. Его перу принадлежала биография Фридриха III и «История Богемии», однако наибольшей популярностью у современников пользовался маленький трактат «Германия». Главной целью его автора было доказать благодетельность папской власти для немцев, для чего использовалась в том числе «Германия» Тацита. С одной стороны, это способствовало пробуждению интереса к ранним источникам по германской истории, с другой — вновь нивелировало культурную особость немцев, поскольку источником их величия было итальянское влияние. Это не могло не вызвать реакции патриотов, в первую очередь Конрада Цельтиса. Наиболее амбициозный из его трудов — «Germania illustrata», однако, был создан по лекалам «Italia illustrata» Флавио Бьондо.
Создавая «Историю Германии», Ренанус основывался на исторической канве, созданной Якобом Вимпфелингом. В трудах Вимпфелинга сочетался сильный общегерманский патриотизм с почтением к имперской традиции и стремление к религиозной реформе. Важнейшим фундаментом он полагал публикацию первоисточников. В 1505 году Вимпфелинг опубликовал трактат «Epitoma rerum Germanicarum usque ad nostra tempora» («Краткая история Германии вплоть до нашего времени»). Перепечатку и редактирование этой работы Ренанус осуществил в 1532 году как приложение к изданию истории Видукинда. Вимпфелинг принципиально рассматривал все германские земли как единую национально-культурную общность и доказывал, что немцы превосходят все остальные народы, а любая критика в их адрес есть свидетельство недоброжелательства и зависти. Главным достоинством древних германцев и современных немцев есть свобода. Для доказательства морального и культурного превосходства немцев Вимпфелинг пользовался многочисленными античными источниками — кроме Тацита, ещё Страбоном, Плутархом, Юлием Цезарем, Светонием и Флавием Вописком.
Школьный наставник Ренануса — Гебвайлер — в 1519 году опубликовал трактат «О германских свободах», выдержанный в духе того времени: он включал множество легенд и сомнительных этимологий. Например, Гебвайлер пытался вывести происхождение германцев от троянцев и доказывал, что Геракл был германцем. Особым вниманием автора пользовался Карл Великий, который был объявлен основателем великой германской империи. В условиях ограниченного круга источников возникала почва для фальсификаций. Ренанус сетовал на утрату сочинения Плиния о войнах между римлянами и германцами. В конце XV века Иоанн Анний из Витербо объявил об открытии рукописи с трудами Бероса Вавилонского, Манефона и Метасфена Персидского, причём Беросу была приписана история германцев. «Открытие» Анния было восторженно встречено немецкими гуманистами, поскольку служило «доказательством» древности и известности их предков. Однако именно Беат Рейнауэр был одним из первых специалистов, который отверг фальсификацию и разоблачил её.
Фальсификациями занимались и серьёзные ученые, такие как богослов Иоанн Тритемий, автор «О писаниях Евангельских». Он написал вымышленную историю Гунибальда, помещённую в двух трактатах о происхождении франков, опубликованных волей императора Максимилиана I в 1514 году. Максимилиан сам питал страсть к теории троянского происхождения немцев и стремился вывести род Габсбургов от древних франков. Джон д’Амико именовал это «имперской фантазией». Ответить на это можно было только публикацией первоисточников: так, «Церковная история народа англов» Беды Достопочтенного была опубликована в Страсбурге уже в 1475 году. Конрад Пейтингер предпринял публикацию готской истории Иордана и лангобардской — Павла Диакона. В 1505 году впервые была напечатана «Жизнь Карла Великого» Эйнгарда. Рано были введены в оборот письма Сидония Аполлинария, опубликованные в Утрехте в 1473 году; его поэтические произведения увидели свет в 1498-м в Милане. Окружение Лефевра — в том числе Ренанус — относительно рано занялись публикацией первоисточников: Йосс Баде предпринял издания трудов Григория Турского, Лиутпранда Кремонского, папы Льва I и первоиздание Павла Диакона.

#### Историческая концепция Ренануса
В наиболее откровенном виде свои исторические взгляды Ренанус выразил в переписке с Иоганном Турмайром, прозванным Авентинским, автором «Истории Баварии». Он учился в Париже у Лефевра, но при этом никогда не встречался с Беатусом лично. Впервые теоретические вопросы они стали обсуждать в 1525 году. В их диалоге было немало совпадений с гуманистической концепцией — необходимость изучать историю, чтобы должным образом управлять государством, печальные последствия незнания прошлого, ценность истории для понимания будущего. Ренанус дополнил эти суждения необходимостью красноречия для написания истории. Важнейшими в работе историка являлись стиль и способ изложения («stilus») и рациональное суждение («iudicium»). Особенно важным является критическое суждение, так как оно не позволяет принять за истину разнообразные фальсификации и баснословные суждения. История как наука в его представлении выглядела следующим образом:
1. Предметом истории является познание нравов разных стран и народов, религий, государственных институтов, законов, древних и современных государств;
2. История как наука теснейшим образом связана с космографией и математикой (времяисчислением);
3. Историку необходимо «сопоставлять старые сущности с новыми», ибо во всех странах Европы, Азии и Африки не осталось места, которое бы сохранило древние наименования, всё изменилось;
4. «Самыми верными и определёнными основаниями» истории являются документы — древние указы императоров и королей, папские буллы, официальная и частная переписка.

Ещё в комментарии к «Германии» 1519 года Ренанус писал о важности документальной основы, но тогда он предпочитал частные суждения официальным. В переписке с Авентином он сформулировал опору на первоисточники и применение генетического и сравнительного методов как главную исследовательскую процедуру. Однако в 1520-е годы Ренанус ещё не задумывался над глубинной текстологической критикой, которая позволила бы выявить интерполяции и фальсификации.

#### Исторический нарратив

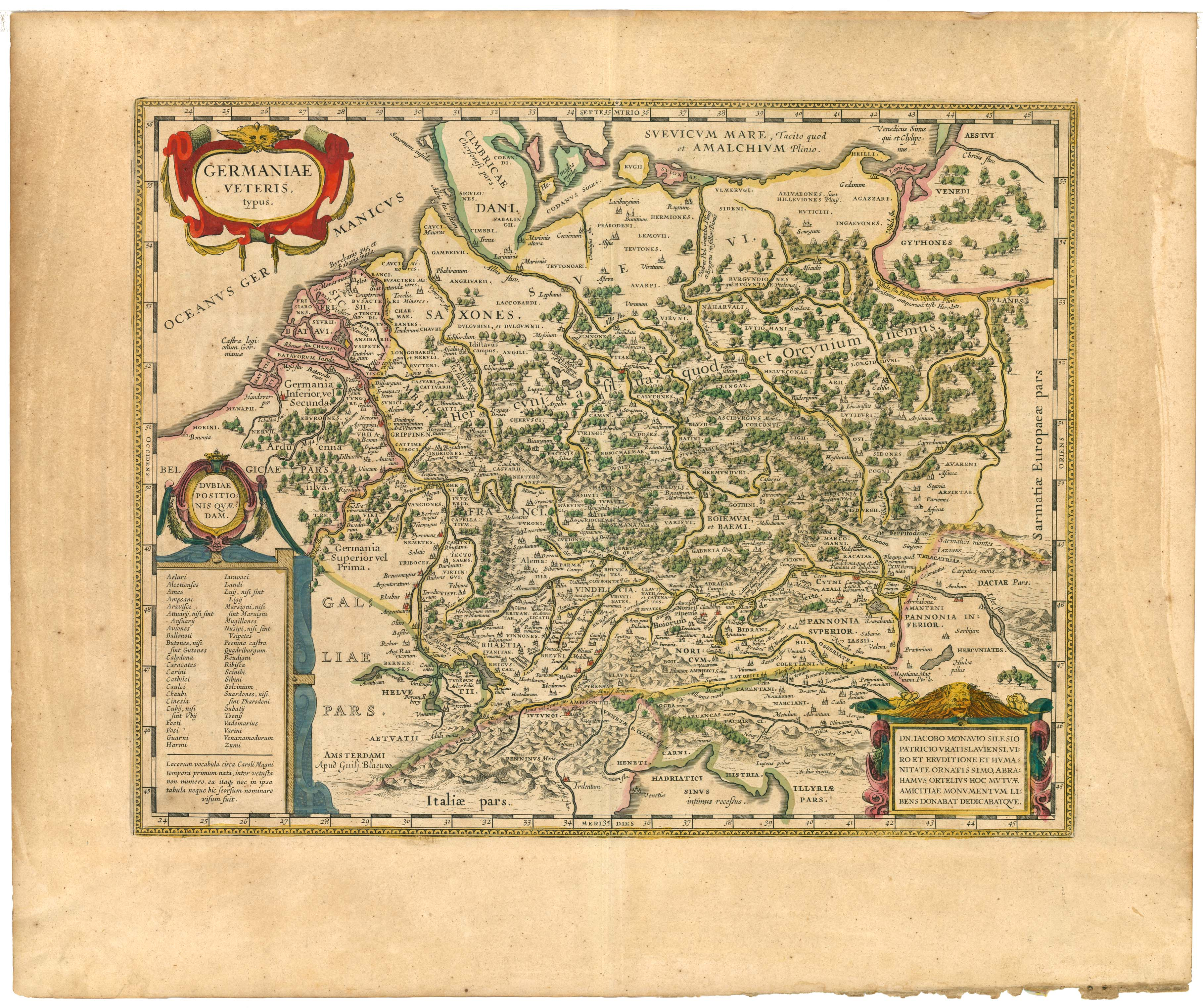
Карта Германии, составленная по данным Тацита. Издание Яна Блау, 1645

«История Германии» выделялась на фоне аналогичных средневековых и ренессансных текстов. Главная задача Ренануса всецело зависела от филологической критики первоисточников — это было решение вопроса об отношениях между древними германцами и Римской империей. Для этого следовало прояснить точные названия и границы римских провинций на территории Германии. Сам Ренанус очень гордился тем, что смог раз и навсегда разъяснить, какие германские земли входили в состав империи, а какие оставались независимыми. До публикации «Истории Германии» это приводило к серьёзным недоразумениям. Так, Эрмолао Барбаро перепутал реку Инн («Aenus») с Майном («Moenus»), комментируя IX книгу «Естественной истории», ибо не видел разницы между Швейцарией (римской Рецией) и Германией. Равным образом, Ренанус подвёл черту под дискуссией о месте разгрома Квинтилия Вара в Тевтобургском лесу (в Вестфалии между Падерборном и Оснабрюком). Ренанус едко критиковал историков, которые считали, что разгром римлян произошёл у Аугсбурга. Для протестантских историков личность Арминия и нанесённое им поражение римлянам были предвосхищением современной борьбы между немецкими княжествами и Католической церковью. Для последующего развития немецкого самосознания огромную роль сыграло то, что сражение Арминия и Вара произошло вне границ Римской империи, то есть было доказательством того, что германцы отстояли родную землю и не смирились с римским игом.
В предисловии к первой книге Ренанус писал, что сосредоточился на истории франков, алеманнов и саксов из-за того, что их история изобилует ошибками и требует самого пристального изучения. Он принял решение не ограничиваться древностью и включить также описание средневековой истории. Тем не менее, в посвящении императору Ренанус согласился с легендарной версией происхождения Габсбургов.
Первая книга «Истории Германии» включает очерки истории, географии и языка древней Германии, сведения для которых были почерпнуты из античных источников. Вторая книга является более концептуальной, поскольку основана на изложении истории франков. Изложение начинается с победы франков над алеманнами в 496 году и далее охватывает весь период становления королевства франков и покорения ими остальных племён. Как обычно у Ренануса, в книге сильно этнографическое начало: он пытался описать язык франков, их нравы (вплоть до одежды и причёсок) и законодательство, основным средством для этого является изобильное цитирование источников. Изложение доведено до Карла Великого и основания империи Оттонов, поскольку их государства являлись предшественниками современной Ренанусу немецкой государственности. Третья книга посвящена Рейнской области, её обитателям и многочисленным текстологическим наблюдениям. Важными аспектами изложения являлись прогресс цивилизации в Германии и история городов. Ренанус отмечал, что у древних германцев не было городов, как у римлян, тогда как современная Германия — страна городов, что и показывает её культурный рост. Очень большое место посвящено здесь малой родине историка — Селесте.

### Третье издание Тертуллиана. Гностицизм

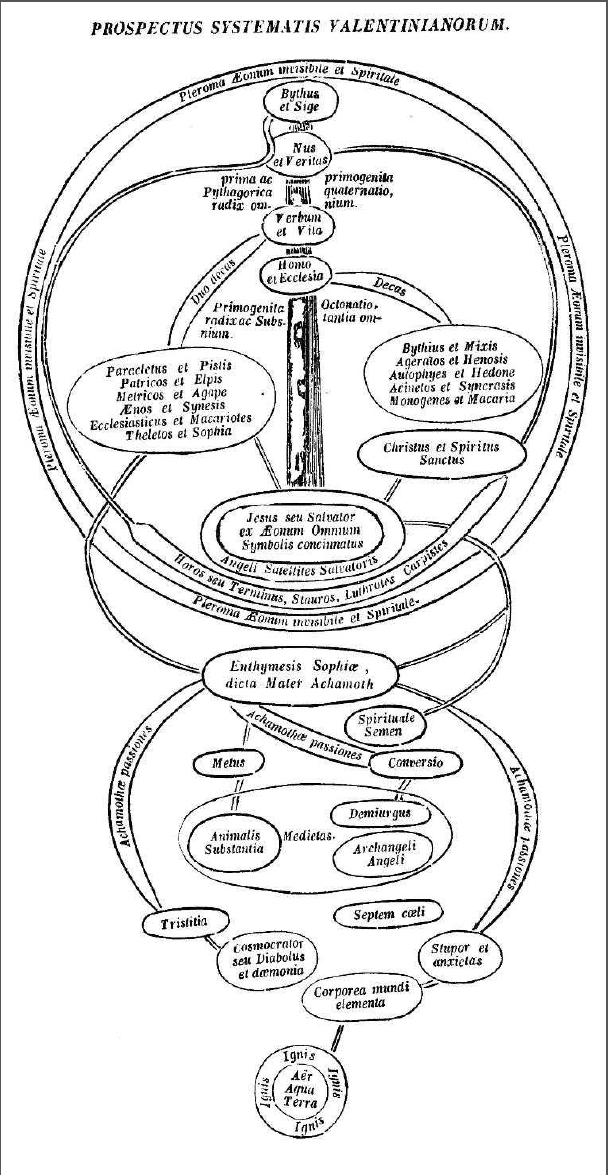
Схема валентинианского Космоса, составленная по трактату Иринея Лионского. Воспроизведена в Patrologia Latina Миня, Том VII, 1857